# Margret Hafen
Margret Hafen, coniugata Becherer (Oberstdorf, 26 settembre 1946), è un'ex sciatrice alpina tedesca che gareggiò per la nazionale tedesca occidentale.

## Biografia
Sciatrice polivalente, Margret Hafen debuttò in campo internazionale in occasione della Coppa dei Paesi alpini 1965, il 9 febbraio a Davos in slalom gigante (22ª), e l'anno dopo ai Mondiali di Portillo 1966, sua prima presenza iridata, si classificò 7ª nella discesa libera e 18ª nello slalom gigante; in Coppa del Mondo esordì l'8 gennaio 1967 a Oberstaufen in slalom gigante, senza completare la gara, ottenne il primo piazzamento due giorni dopo a Grindelwald in slalom speciale (21ª) e il miglior risultato il 3 marzo seguente a Sestriere in discesa libera (6ª).
Ai X Giochi olimpici invernali di Grenoble 1968, sua unica presenza olimpica, si piazzò 19ª nella discesa libera e 18ª nello slalom gigante, mentre ai Mondiali di Val Gardena 1970, sua ultima presenza iridata, fu 7ª nella discesa libera e non completò lo slalom gigante e lo slalom speciale. In Coppa del Mondo ottenne l'ultimo piazzamento a punti il 19 febbraio 1971 a Sugarloaf in discesa libera (9ª) e prese per l'ultima volta il via l'11 dicembre dello stesso anno a Val-d'Isère nella medesima specialità (44).

## Palmarès

### Coppa del Mondo
- Miglior piazzamento in classifica generale: 25ª nel 1970

### Campionati tedeschi
- 2 ori (discesa libera nel 1970; discesa libera nel 1971)[7]